# Eisenkappel-Vellach
Eisenkappel-Vellach (slovène : Železna Kapla-Bela) est une commune autrichienne du district de Völkermarkt en Carinthie. C'est la commune la plus au sud de la République d'Autriche.